# Cinnamomum macrophyllum
Cinnamomum macrophyllum är en lagerväxtart som beskrevs av Friedrich Anton Wilhelm Miquel. Cinnamomum macrophyllum ingår i släktet Cinnamomum och familjen lagerväxter. Inga underarter finns listade i Catalogue of Life.